# Kościół Trójcy Przenajświętszej w Grajewie
Kościół Trójcy Przenajświętszej w Grajewie – rzymskokatolicki kościół położony w dekanacie Grajewo w diecezji łomżyńskiej.

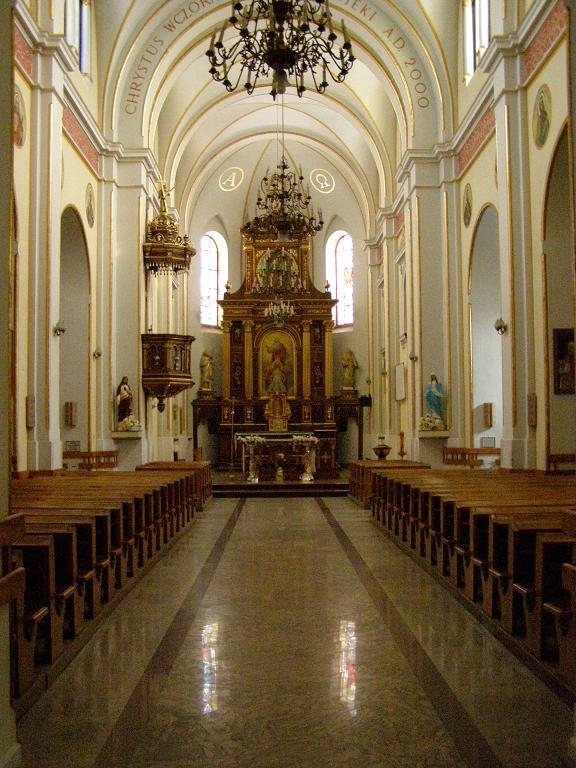
Wnętrze kościoła pw. Trójcy Przenajświętszej.

## Historia
Kościół murowany pw. Trójcy Przenajświętszej został wybudowany w latach 1879–1882 przez ks. prob. Karola Wyrzykowskiego. Świątynia została konsekrowana w roku 1898 przez bp sejneńskiego Antoniego Baranowskiego. Obok kościoła znajduje się zabytkowa murowana dzwonnica z roku 1837. Plebania murowana, kryta blachą, wybudowana została w połowie XIX wieku wpisana jest również do rejestru zabytków.
Odpusty;
- Trójcy Przenajświętszej,
- św. Anny,
- Niepokalanego Poczęcia NMP.